# Медногорск
Медного́рск — город в России, в Оренбургской области, один из промышленных центров Оренбургской области. Административный центр городского округа город Медногорск.
Распоряжением Правительства РФ от 29.07.2014 № 1398-р (ред. от 13.05.2016) «Об утверждении перечня моногородов», включён в список моногородов Российской Федерации по категории «с риском ухудшения социально-экономического положения».
Численность населения — 23 013 чел. (2024).
В 2018 г. указом губернатора Оренбургской области Медногорску присвоено почётное звание «Город трудовой славы». Жителям, внёсшим значительный вклад в развитие города, городским Советом депутатов присваивается звание «Почётный гражданин города Медногорска». С 1977 по 2025 гг. звание получили 65 человек.

## Местоположение. Климат
Город Медногорск расположен в южной части западного склона Урала, на безлесных склонах глубокой долины реки Блява. Абсолютные высоты местности в пределах муниципального образования — от 238 метров (на реке Кураганке ниже села Рысаево) до 478 метров (на плато близ карьера Блявинского рудника, к северу от города).
Город находится в 223 км (по железной дороге) к востоку от областного центра — г. Оренбурга и в 100 км к западу от Орска — крупного промышленного города области.
Климат резко континентальный, с жарким летом, морозными зимами и большими амплитудами суточных и годовых колебаний температуры, малой облачностью и сравнительно небольшим количеством выпадающих осадков.
Медногорск находится в часовой зоне Екатеринбургское время. Смещение применяемого времени относительно UTC составляет +5:00.

## История
Наиболее старым сооружением на территории Медногорска является железнодорожный туннель, открытый 1 января 1915 года на строящейся железнодорожной линии Оренбург—Орск. Он выполнен по проекту и под руководством инженеров путей сообщения Э. Ф. Рыдзевского и С. Л. Колесникова и по инженерному замыслу схож с Армавирским и Туапсинским туннелями. В 1932 году было открыто Блявинское медно-колчеданное месторождение, для разработки которого в 1933 году началось строительство медно-серного комбината. Управление строительства находилось на ближайшей железнодорожной станции Блява, расположенной к юго-востоку от месторождения. В конце 1934 года на участке между станцией Блява и туннелем был сооружён железнодорожный разъезд № 10, расположенный близ восточного портала туннеля. В 1935 году открылось движение по ветке длиной 7 км, протянутой от разъезда к строящемуся комбинату и руднику — до посёлка Ракитянка. На этой ветке, в пяти километрах от рудника началось строительство опытного завода, предназначенного для отработки технологии плавления местной руды.
С 1933 года в окрестностях строящегося комбината стали возникать рабочие посёлки, каждый из которых имел собственное название (Красная Поляна, Притуннельный, Сортировка и др.). В целом же они назывались «посёлки разъезда № 10» (затем название менялось в связи с изменением названия разъезда: им. Пятакова (в честь советского партийного и государственного деятеля Г. Л. Пятакова (1890—1937), после его ареста — снова разъезд № 10, с 1938 года — разъезд Медный). 8 апреля 1939 г. Указом Президиума Верховного Совета РСФСР посёлки разъезда Медный Кувандыкского района Чкаловской области были преобразованы в город Медногорск. Топоним «Медногорск» образован из словосочетания «медные горы».
По первоначальному плану Горстройпроекта (1934) город был рассчитан на население в 58 тысяч человек. Великая Отечественная война внесла свои коррективы в развитие города. В октябре 1941 года решением Государственного комитета по обороне на площадке опытного завода в посёлке Никитино в здании строящейся брикетной фабрики медно-серного комбината разместились оборудование и работники частично эвакуированного Тульского оружейного завода. Здесь был налажен выпуск самозарядных винтовок Токарева СВТ-40 и авиационных автоматических пушек ШВАК калибра 20 мм. Для работы на заводе из Тулы, Сталинграда, Гомеля, Смоленска и других городов прибыло более 11 тысяч человек. В послевоенные годы оружейный завод перешёл на выпуск электродвигателей и электрооборудования для военно-морского флота.
По новому генеральному плану 1956 года предусматривался рост населения города до 68 тысяч человек. В тот период на Медно-серном комбинате, в состав которого входил и Блявинский рудник, работало 7 тыс. человек, а на заводе «Уралэлектромотор» (ныне «Уралэлектро») работало 7,5 тыс. человек. К началу 1965 года в Медногорске проживало 46,3 тысячи человек.
Пика развития Медногорск достиг в 1960-е и 1970-е годы: в городе функционировали три Дома культуры, кинотеатр «Урал», 10 библиотек, три стадиона, Дом пионеров, три профессионально-технических училища, 13 общеобразовательных школ, 20 детских садов и яслей, две больницы и три поликлиники.
После исчерпания Блявинского месторождения и закрытия в 1971 году рудника медно-серный комбинат (МСК) перешёл на привозное сырьё и стал планово-убыточным предприятием, существующим на дотации Министерства цветной металлургии. Это сильно повлияло на социально-экономическую и демографическую ситуацию в городе. Численность работающих на МСК снизилась до 3,8 тыс. человек. Резко сократились объёмы капитального строительства, и практически прекратилось строительство жилья и объектов социальной сферы.
В начале 1990-х годов из-за резкого сокращения рынков сбыта электротехнической продукции завод «Уралэлектромотор» стал работать не в полную силу, количество работающих снизилось до 6 тыс. человек.
В составе города традиционно выделяются следующие исторически сложившиеся районы:
| - Центр - Южный микрорайон - Заречный (до 1948 г. — Соцгородок) - Никитино (до ноября 1934 г. — Западный, ныне микрорайон Машиностроителей) - Ракитянка | - Усерган - Притуннельный - Сортировка (Нижняя Сортировка) - Верхняя Сортировка - Красная Поляна - Ясная Поляна - ЦЭС (посёлок Центральной электростанции) |

## Население
| 1939    | 1959    | 1967    | 1970    | 1979    | 1989    | 1992    | 1996    | 1998    |
| ------- | ------- | ------- | ------- | ------- | ------- | ------- | ------- | ------- |
| 19 600  | ↗36 787 | ↗39 000 | ↘38 024 | ↘34 941 | ↘34 095 | ↗34 200 | ↘33 700 | ↘33 500 |
| 2000    | 2001    | 2002    | 2003    | 2005    | 2006    | 2007    | 2008    | 2009    |
| ↘33 100 | ↘32 900 | ↘31 369 | ↘31 300 | ↘30 400 | ↘30 200 | ↘30 000 | ↘29 800 | ↘29 741 |
| 2010    | 2011    | 2012    | 2013    | 2014    | 2015    | 2016    | 2017    | 2018    |
| ↘27 292 | ↗27 300 | ↘27 025 | ↘26 647 | ↘26 500 | ↘26 174 | ↘25 932 | ↘25 610 | ↘25 272 |
| 2019    | 2020    | 2021    | 2024    |         |         |         |         |         |
| ↘24 896 | ↘24 638 | ↘23 693 | ↘23 013 |         |         |         |         |         |

На 1 января 2025 года по численности населения город находился на 602-м месте из 1124 городов Российской Федерации.
Национальный состав

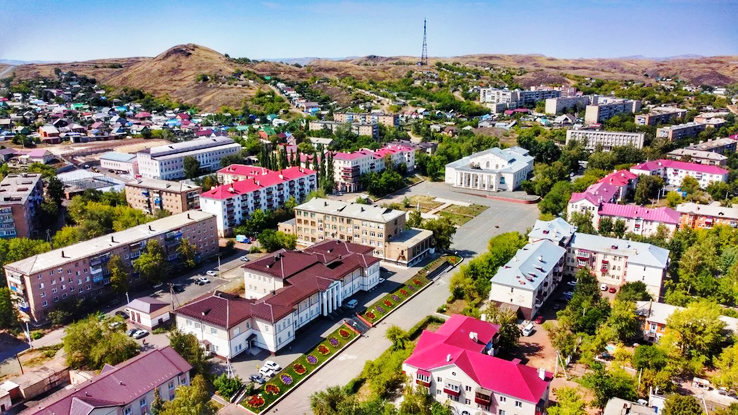
Западная половина центральной части Медногорска.
Вдали слева гора Маяк

По переписи 2010 года русские — 82,0 %, башкиры — 8,4 %, татары — 4,1 %

## Местное самоуправление
Глава города, Председатель городского Совета
- до июня 2013 — Евгений Михайлович Логинов[35]
- с июня 2013 — Дмитрий Владимирович Садове́нко[36]
- с 2019 г. — Андрей Викторович Нижегородов.

Глава Администрации
- с мая 2012 — Алексей Александрович Губанов
- с октября 2013 — Андрей Владимирович Дручинин

## Экономика

### Промышленность

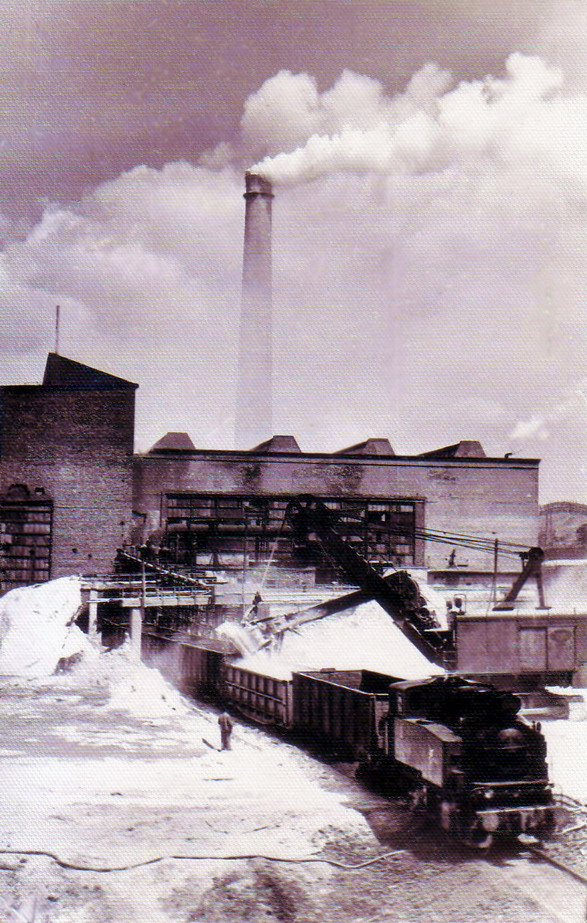
Склад серы у химического цеха ММСК (1960-е гг.)

- ООО «Медногорский медно-серный комбинат» (ММСК) — градообразующее предприятие; занимается переработкой медьсодержащего сырья. С 2001 года входит в состав «Уральской горно-металлургической компании».
- ОАО «Медногорский электротехнический завод „Уралэлектро“» — занимается производством электрических машин и электрооборудования; входит в состав концерна «РТИ-Системы» (50 % плюс 1 акция).
- Медногорская теплоэлектроцентраль — производство электроэнергии и тепла для промышленности и жилых массивов города. Одна из первых ТЭЦ области, введена в эксплуатацию в апреле 1938 года (называлась Центральной электростанцией (ЦЭС) Медно-серного комбината). После ввода в строй в 1970 г. мощной Ириклинской ГРЭС на востоке области Медногорская ТЭЦ была переведена в разряд котельных. В 2004 году на ТЭЦ была смонтирована паровая турбина. С возрождением генерации электроэнергии Медногорская котельная вновь приобрела статус ТЭЦ.
- ООО «Медногорский кирпичный завод» (бывшее СУ № 4).
- ООО «Уралстройсервис» (бывший Гайский филиал ЗЖБИ) — производство ЖБИ (блоки, подушки, перемычки, кольца колодезные), торговля пиломатериалами и стройматериалами.
- ООО «Южуралгазстрой».
- Медногорское линейное производственное управление магистральных газопроводов филиала ООО «Уралтрансгаз» — транспортировка природного газа в города и посёлки Оренбуржья и Республики Башкортостан.
- «Медногорскмежрайгаз» трест ОАО "Оренбургоблгаз" — обслуживает межквартальные, внутриквартальные, межпоселковые и внутрипоселковые газопроводы городов Медногорска и Кувандыка, Саракташского и Беляевского районов. Общая протяжённость газопроводов по административному району «Муниципальное образование город Медногорск» составляет 198 494,66 км.
- ООО «Медногорское карьероуправление» — добыча щебня с применением буровзрывных работ и экскавации горных масс для их дальнейшей переработки дроблением и грохочением.
- ООО «Медногорский щебень» — производство щебня из плотных горных пород для строительных работ и балластного слоя железнодорожного пути.
- ООО «Медногорский хлебокомбинат» — выпускает более 50 наименований хлебобулочных и 70 кондитерских изделий.
- ООО «Медногорский комбинат молочных продуктов» — выпускает свыше 40 видов молочной продукции.
- ООО «Уральская пивоваренная компания» — производит безалкогольные газированные напитки, минеральную воду, квас.
- ООО «Медногорский горкоопторг».
- ООО «Медногорск—Водоканал».
- Редакция газеты «Медногорский рабочий» (филиал ГУП «Редакционно-издательское агентство „Оренбуржье“») — занимается изданием газеты «Медногорский рабочий» и выпуском полиграфической продукции.
- ООО «УралСпецСтрой».
- Восточные электрические сети, Медногорский РЭС.
- ОАО «Оренбургэнергосбыт», Медногорский филиал.
- ООО «Медногорское ПАТП» — осуществление регулярных городских и пригородных пассажирских перевозок на основании договора с администрацией г. Медногорск и выполнение междугородных пассажирских перевозок на коммерческой основе (ликвидировано в 2003 году).
- ООО «Медногорское грузовое автотранспортное предприятие» (бывшая Автоколонна № 1592).
- ООО «РАД» — производство асфальта, дорожно-строительные работы.

### Транспорт
Железнодорожная станция «Медногорск» находится на участке Оренбург—Орск в 223 км к востоку от Оренбурга. С запада железнодорожный путь подходит к городу через горный туннель, с востока — по двум мостам через ущелье реки Блява.
В городе имеется автовокзал, с которого ежедневно отправляются автобусы и маршрутные такси в города Гай, Кувандык, Оренбург, Орск.
Действуют 5 регулярных муниципальных маршрутов общественного транспорта, на которых работают микроавтобусы частных компаний и муниципальные автобусы:
- № 1 Вокзал — Ракитянка
- № 2 Вокзал — Западная
- № 3 Вокзал — Блявтамак
- № 5 Вокзал — завод «Уралэлектро»
- № 7 ул. Комсомольская (ГИБДД) — завод «Уралэлектро»
- № 8 ул. Кирова — мкр. Южный.

В летнее время действуют 3 садово-огородных маршрута.
Общая протяжённость городской улично-дорожной сети составляет 150 км.

### Финансовые услуги
В городе действуют филиалы нескольких коммерческих банков: Сбербанк России, «Московский кредитный банк», «Банк Оренбург», «Форштадт»,"Совкомбанк", "Нико-банк", "Почта банк", "Альфа-Банк".

## Экология
Медногорск — промышленный город. Основным загрязнителем окружающей среды является Медногорский медно-серный комбинат, который выбрасывает в воздух большое количество сернистого ангидрида, при оседании над почвой образующего серную кислоту. Медногорск входит в 15 самых грязных городов России по оценкам экологов. В связи с проводимой реконструкцией производственных процессов уровень загрязнения атмосферного воздуха значительно уменьшился и колеблется от низкого до повышенного. Уровень загрязнения почв в Медногорске оценивается как опасный. В Медногорске наблюдалось (2011 г.) постоянное превышение в атмосферном воздухе предельно допустимых концентраций (ПДК) по пыли (в 1,24 раза) и другим компонентам. Контроль над экологической обстановкой в городе осуществляют Государственная инспекция по охране окружающей среды Оренбургской области и Орская специализированная инспекция государственного экологического контроля и анализа.

## Здравоохранение
Имеется три муниципальных учреждения здравоохранения:
- Центральная городская больница
- Стоматологическая поликлиника
- Станция скорой и неотложной медицинской помощи

В городе также действуют:
- Государственное бюджетное учреждение социального обслуживания «Реабилитационный центр для инвалидов „Бодрость“» (реабилитация детей-инвалидов и инвалидов трудоспособного возраста Оренбургской области)
- Санаторий-профилакторий «Металлург» (оздоровление сотрудников ООО «ММСК» и членов их семей)

## Образование
В муниципальном образовании «город Медногорск» работают 26 учебно-воспитательных учреждений, в том числе:

9 — дошкольного воспитания (детские сады № 1, 2, 3, 4, 5, 6, 8, 14, 15);

7— школьного образования (гимназия, школы № 1, 2, 5, 7, Блявтамакская, Специальная (коррекционная) школа-интернат;

4 — дополнительного образования (Центр дополнительного образования (бывший Дом пионеров и школьников), Детская школа искусств, спортивные школы № 1 и № 2);

2 — среднего профессионального образования (Медногорский индустриальный колледж, Медногорский филиал Орского медицинского колледжа).

## Культура
В городе 4 муниципальных учреждения культуры со статусом юридического лица:
- Муниципальное автономное учреждение Дом культуры «Металлург»;
- Муниципальное бюджетное учреждение культуры «Централизованная библиотечная система города Медногорска» (состоит из 8 библиотек[45] с книжным фондом 236,2 тыс. единиц);
- Муниципальное бюджетное учреждение Культурно-досуговая система города Медногорска (в неё входят Дом культуры «Юбилейный», сельский Дом культуры, городской музей (число экспонатов — 2505)).
- Муниципальное бюджетное учреждение дополнительного образования детей «Детская школа искусств города Медногорска».

Кинотеатр «Урал» (ГУП «Облкиновидео») был открыт в 1952 году, а в 1957 году стал первым широкоэкранным кинотеатром в Оренбургской области (за пределами областного центра — города Оренбурга). С 2009 года был закрыт. В 2016 году после реконструкции вновь открыт

## СМИ и связь
Издаются три газеты: «Медногорский рабочий» (с 1 сентября 1939, городская), «Медногорский металлург» (с 2001, газета ООО Медногорский медно-серный комбинат), «СКиМ в каждый дом!» (распространяется в Кувандыке и Медногорске).
В прошлом издавались газеты: в 1941—2010 годах — «Медногорская неделя» (многотиражка ОАО «Уралэлектро»), в 2000-х годах — «Медное зеркало», В 2012—15 гг. — «ЧетвергЪ» (позиционировалась как независимая).
Общедоступные телевизионные каналы: «Первый канал», «Россия 1» / «ГТРК Оренбург», «Пятый Канал», «Оренбургское Региональное Телевидение» (ОРТ Планета) — (бывший ТВЦ "Планета"). В кабельной сети ГУТС «Юником» вещает информационный телеканал «Медногорск ТВ».
Услуги кабельного телевидения в городе оказывают «Терминал-ТВ», «Орсктелеком», «Юником» и др.
Радиостанции: «Авторадио», «Радио ХИТ» и «Радио Ваня»
В городе действует мобильная связь операторов «Билайн», «Мегафон» (Поволжский филиал), МТС, «Оренбург-GSM» (СМАРТС), «Ростелеком».

## Физкультура и спорт
Футбольный клуб «Металлург» выступает в Чемпионате области. Серебряный призёр Чемпионата области 2015 года. Домашние матчи проводит на стадионе «Труд».

Для организации досуга жителей города имеется современная спортивная база:
- стадион «Труд»;
- ледовый дворец «Айсберг» с искусственным льдом, на 1000 мест (открыт в 2007 г.). В нём проводит домашние матчи городская хоккейная команда «Металлург», созданная в 1956 г. (первоначально называлась «Медносерный комбинат»).
- загородный оздоровительный центр «Лесная сказка» с горнолыжным подъёмником (протяжённость канатной дороги — 300 м, перепад высот — 50 м. С открытием в феврале 2013 года этой трассы Медногорск стал третьим (после Кувандыка и Тюльгана) центром горнолыжного спорта в Оренбуржье[48].

## Религия
Православные храмы
- Церковь Николая Чудотворца

Мечети
- Мечеть

Протестантские общины
- Церковь Христиан Адвентистов Седьмого Дня

## Известные уроженцы и жители[49]
- Артёмов, Иван Владимирович (1933—2013) — член-корреспондент Российской академии сельскохозяйственных наук (1993), доктор сельскохозяйственных наук (1993), профессор (1997), заслуженный деятель науки Российской Федерации (1997), организатор (1986) и первый директор Всероссийского научно-исследовательского института рапса (Липецк), с 1962 по 1978 гг. — директор совхоза «Медногорский» (пос. Блявтамак).
- Бурба, Александр Адольфович (1918—1984) — кандидат технических наук (1968), профессор общей химии (1980), организатор производства и образования, директор Медногорского медно-серного комбината (1954—1971), первый ректор Оренбургского политехнического института (1971—1983), создатель металлургии германия в России (1959).
- Вильдиманов, Алексей Владимирович (1913—1960) — Герой Советского Союза (1945), в 1936—1943 гг. работал забойщиком, затем начальником участка Блявинского рудника Медногорского медно-серного комбината, стахановец. С мая 1943 по октябрь 1944 гг. — на фронтах Великой Отечественной войны.
- Ежов, Николай Герасимович (1922—1945) — Герой Советского Союза (1945), до 1941 г. работал электриком на Медногорском медно-серном комбинате.
- Кузнецов, Сергей Борисович (1964—2022) — композитор, поэт, автор песен, основатель популярной музыкальной группы «Ласковый май». Родился в Медногорске.
- Кунакова, Райхана Валиулловна (род. 1947, пос. Блявтамак) — химик-органик, вице-президент Академии наук Республики Башкортостан (2011), академик АН Республики Башкортостан (2012), доктор химических наук (1989), профессор (1991).
- Руднев, Константин Николаевич (1911—1980) — Герой Социалистического Труда (1961), инженер, специалист по стрелковому оружию, организатор производства, государственный деятель. Председатель Государственной комиссии во время первого полёта человека в космос (1961), заместитель Председателя Совета Министров СССР (1961—1965). Жил в Медногорске с 1941 по 1947 гг., будучи главным инженером, затем директором завода № 314 (ныне «Уралэлектро»).
- Смитиенко, Виктор Николаевич (1937—2000) — украинский советский правовед, член Национальной академии внутренних дел Украины, доктор юридических наук (1990), профессор (1998), заслуженный юрист Украины (1998). Родился в Медногорске.
- Ушаков, Константин Иванович (1907—1995) — инженер-металлург, организатор производства, доктор технических наук, профессор, заслуженный деятель науки и техники РСФСР (1973), лауреат Государственной премии СССР (1982), один из создателей научной школы пирометаллургии. С 1947 по 1954 гг. — директор Медногорского медно-серного комбината.
- Филярчук, Семён Евдокимович (1910—1991) — Герой Социалистического Труда (1971), специалист горнорудной промышленности, первый директор Гайского горно-обогатительного комбината. Жил в Медногорске с 1937 по 1956 гг., будучи начальником взрывного цеха Блявинского рудника, затем главным инженером по горному производству Медно-серного комбината. Под его руководством был выполнен переход Блявинского рудника на открытый способ разработки.
- Шестаков, Евгений Иванович (1949—2020) — дирижёр, заслуженный деятель искусств России (1995), художественный руководитель и главный дирижёр симфонических оркестров: Приморского телевидения и радио (Владивосток, 1983—1989), Одесской филармонии (1990—1992), Омского академического (1992—2005), Тюменской филармонии (2015—2020). Родился в Медногорске, окончил Медногорскую музыкальную школу по классу баяна (1964)[50][51].